# Jean-François Oudoul
Jean-François-Hilaire Oudoul est un abbé français, né à Saint-Flour le 29 septembre 1800 et mort à Buzançais le 11 novembre 1851.

## Biographie
Il fut successivement vicaire de la cathédrale de Bourges, curé de Reuilly et à partir de 1828, curé de Buzançais (Indre). Il fonde en 1835 à Buzançais (Indre), avec Julie d'Auvergne la Congrégation de l'Immaculée Conception de Buzançais,  institut religieux catholique féminin. Il a écrit de nombreux ouvrages religieux.

## Œuvres principales
- Vie de sainte Solange,... par M. J.-F.-H. Oudoul,... Bourges : Gille, 1828.
- Histoire de sainte Philomène, vierge et martyre... suivie de "la Médaille miraculeuse, par M. l'abbé Oudoul,... Oudoul, Jean-François-Hilaire (Abbé), Paris : A. Vaton, (s. d.).
- Vies de saint Ursin, évêque-confesseur, apôtre du Berry et de sainte Solange, vierge-martyre, patronne du Berry... par J.-F.-H. Oudoul,... Bourges : chez Gille, 1828.
- Esprit du R. P. Avrillon, pour passer saintement l'Avent, le Carême, la Pentecôte, la Fête-Dieu et l'Assomption [Texte imprimé], précédé d'une notice sur sa vie par l'abbé Oudoul... Paris : A. Vaton, 1836. 2e éd.
- Esprit du R.P. Thomas de Jésus, sur les souffrances de Notre-Seigneur Jésus-Christ, d’après la traduction du père Alleaume ; par l’abbé Oudoul, curé de Buzançais.
- Esprit des souffrances de Notre-Seigneur Jésus-Christ, d'après le P. Thomas-de-Jésus, par l'abbé Oudoul, Paris : A. Vaton, 1842.
- Institut séculier des dames de l'Immaculée Conception de Marie d'après saint Augustin et St François de Sales... Bourges : impr. de P.-A. Manceron, 1836.
- Mémoire respectueux au Saint-Siège et à l'Épiscopat sur l'organisation unitaire de la discipline en France, par l'abbé Oudoul,... Paris, rue de Sèvres, 39, 1851.
- Le Mois de Jésus, ou le mois de janvier, sur le plan du mois de Marie, par J.-F.-H. Oudoul,... Amiens : impr. de Caron-Vitet, 1829.
- Le mois de mars consacré au glorieux patriarche saint Joseph pour obtenir sa protection pendant la vie et à la mort, J.-F.-H. Oudoul ; traduit sur la seconde édition italienne par le chanoine D. G. Hallez ; Tournai : impr. et libr.
- Souvenir de la Sainte famille, hommage à Jésus, Marie, Joseph par l'abbé J.-F.-H. Oudoul... Paris : E. Bricon, 1834.
- Notice historique sur saint Honoré, laïque, né à Buzançais (Indre), décapité à Buzai (Deux-Sèvres), vénéré en Berry et en Poitou par M. l'abbé Oudoul,... Paris : A. Vaton, 1836.
- Traité des Indulgences et du Jubilé,... d'après la tradition constante de l'Église et l'autorité des plus graves docteurs par l'abbé J.-F.-H. Oudoul, suivi des Méditations de Bossuet et du sermon de Bourdaloue sur cette matière ; Paris : A. Pihan-Delaforest, 1826.
- Souvenir du Calvaire, contenant cinq méthodes pratiques du chemin de la croix, une instruction sur ce pieux exercice, les prières de la messe avec une explication en regard, d’après Le Brun, Bona, Benoit XIV. Dédié aux membres du Rosaire vivant. Par l’abbé Oudoul ; Paris, Bricon, 1835, in-18°, aves 16 gravures et deux plans.
- Souvenir de la sainte Famille : hommage à Jésus, Marie, Joseph, par l’abbé Oudoul ; Paris, Bricon, 1834, in-18°. (C’est la réunion de trois petits ouvrages imprimés d’abord sous les titres de Mois de Marie ; Mois de Mars ou de Joseph et mois de Jésus).